# Gerardo De Felice
Gerardo De Felice, detto Ingiongiolo (Oppido Lucano, 9 gennaio 1828 – Vaglio di Basilicata, 21 ottobre 1866), è stato un brigante italiano.

## Biografia
Ha fatto parte della banda di Ninco Nanco e dopo l'uccisione del brigante aviglianese, avvenuta nel 1864, raccolse i resti della banda, diventando capobrigante temuto e imprendibile. Restò vittima di un agguato tesogli da alcuni “giumentari” di Spinazzola (Bari) e dal vaccaro Michele Caprio di Genzano di Basilicata (oggi Lucania), mentre di notte rientrava in una pagliaia, suo abituale rifugio, all'interno del bosco “La Piana” in territorio di Vaglio (Potenza). L'uccisione avvenne dopo una intensa attività di ricerca da parte dell'esercito contro il brigantaggio in Basilicata, ponendo così fine ad una serie di furti, sequestri estorsivi e delitti, da lui consumati nel periodo della latitanza, iniziata nel 1863. 
Alla fine del mese di giugno del 1864 la sua banda si unì a quella di Carmine Crocco ed insieme furono protagonisti di una tragica giornata di sangue, solo qualche mese prima che il famoso brigante rionerese si desse alla fuga e venisse arrestato, mentre tentava di rifugiarsi nello Stato Pontificio. 
Al mattino del 29 giugno un reparto costituito da una ventina di fanti si mise sulle tracce delle due bande e sotto la guida di un tenente incalzò i briganti, ma trovatoli, essendo inferiori di numero, fu costretto a ritirarsi in un caseggiato di campagna.
Il tentativo compiuto da alcuni soldati di chiedere rinforzi raggiungono Oppido, che dal 1863 aveva cambiato la propria denominazione da Oppido in Palmira di Basilicata, fallì miseramente e i due soldati vennero trucidati.
Nel pomeriggio dello stesso giorno le bande brigantesche, dopo aver ucciso un guardiano della Masseria Vosa in territorio di Acerenza, vennero intercettate, oltre che da un drappello di guardie nazionali e di volontari della Cavalleria Mennuni di Genzano di Basilicata, da un reparto di Cavalleggeri e da uno di fanti e bersaglieri.
Nonostante questo dispiegamento di forze Crocco ed Ingiongiolo riusciranno a farla franca, avendo pure la meglio nello scontro: fra i briganti si registrò solo qualche morto mentre si ebbero cinque uccisi nelle forze regolari.
Un particolare episodio della lunga lotta che venne intrapresa dalle forze repressive contro il brigante Ingiongiolo è costituito dall'espediente di sequestrare e portare nelle ricerche Michele, figlioletto del brigante di appena cinque anni, nel tentativo di riuscire così a catturarlo. Di questo episodio si venne  a conoscenza nel 1902, grazie  alla pubblicazione di un volumetto di ricordi da parte di un caporale di fanteria, tale Achille De Feo di Napoli, che nel settembre del 1864 aveva partecipato alla spasmodica ricerca del brigante portando con sé su un mulo il figlio del brigante.
In tale circostanza il brigante riuscì a vedere il figlio, aiutando anche il caporale nel tentativo di far guadare un torrente al proprio mulo recalcitrante e tutto ciò avvenne senza che poi si riuscisse a catturarlo.
La singolare storia del capobrigante Ingiongiolo, costituita dall'episodio dell'incontro con il figlio e da altre interessanti vicende brigantesche, è riemersa attraverso la lettura dei documenti che lo riguardano, conservati presso l'Archivio di Stato di Potenza e che comprendono inediti rapporti redatti da Sindaci, Delegati di Pubblica Sicurezza e Reali Carabinieri. L'indagine condotta sui documenti ha consentito la pubblicazione, nel maggio del 2017, di una monografia a lui dedicata. In essa viene proposto, sulla base dei dati ricavati dai documenti, un disegno delle probabili fattezze del brigante, realizzato da Margherita Ianniello di Acerenza, con all'interno altri due disegni, realizzati da studenti liceali, che ripropongono l'uccisione del brigante e l'incontro con il figlio.
Ulteriori ricerche di archivio hanno consentito di venire a conoscenza dell'esistenza in vita del figlio del brigante almeno fino al 1909, data della nascita di una figlia avuta da un secondo matrimonio.